# Economia participativa
Economia participativa é um sistema econômico baseado na tomada de decisão participativa como principal mecanismo. A economia participativa é uma forma de economia planejada descentralizada socialista que envolve a propriedade comum dos meios de produção. É uma alternativa proposta ao capitalismo contemporâneo e ao planejamento centralizado. Este modelo econômico está principalmente associado ao teórico político Michael Albert e ao economista Robin Hahnel.